# Preuves

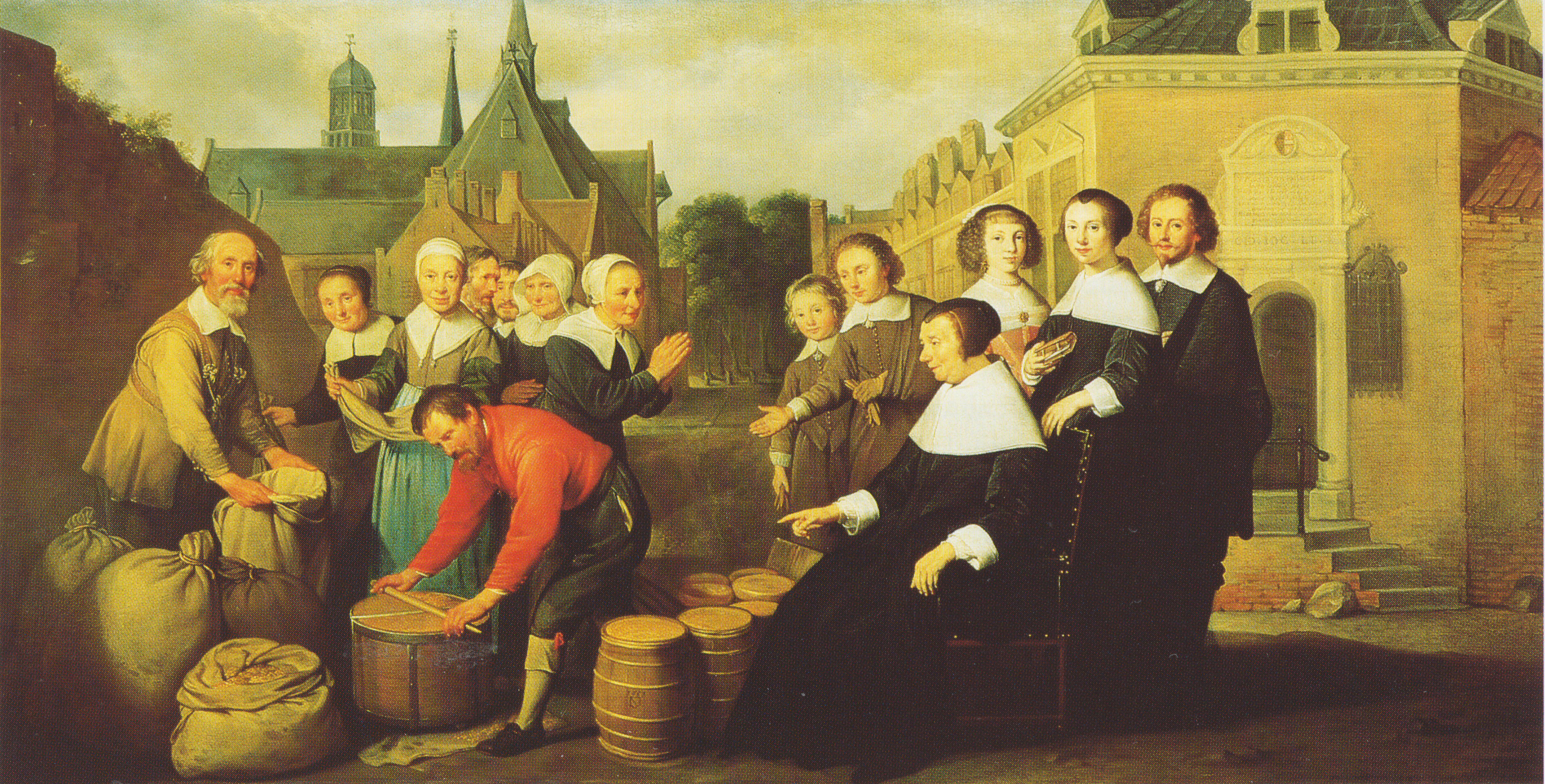
Utrecht: schilderij van Hendrick Bloemaert uit 1657 met daarop Maria van Pallaes en de jaarlijkse voedseluitdeling aan de armen, op de achtergrond de Kameren Maria van Pallaes

Preuves of preuven waren een vorm van armenzorg door een regelmatige toebedeling van eten, brandstof en/of geld aan arme mensen.
Deze uitdeling vond onder meer plaats in de stad Utrecht. Bijvoorbeeld de Beyerskameren kenden daar een jaarlijkse uitdeling aan de bewoners van onder andere boter, kaas en turf. Deze toebedeling bleef tot 1960 in stand.